# Prosperita
Prosperita (z lat. pro-speró, prospívat, dařit se) znamená žádoucí stav, kdy se věci daří a rozvíjejí a dávají dobré naděje do budoucnosti.

## Význam
Do moderního užívání se slovo dostalo z angličtiny (prosperity) a jeho význam se zúžil na hospodářský prospěch, rozvoj, konjunkturu. V současnosti se vedou spory o to, zda jak by se prosperita měla hodnotit, případně měřit: na jedné straně je nejužívanějším indikátorem hospodářské konjunktury hrubý domácí produkt (HDP, GDP), slovo prosperita však má širší význam a zahrnuje také vyhlídky do budoucnosti. Proto se i v makroekonomickém výzkumu zjišťují různé indexy očekávání, například mezi podnikateli nebo spotřebiteli. Jiní autoři ale namítají, že i to je vymezení příliš úzké a neodpovídá významu slova. Vlivný americký myslitel Francis Fukuyama poukázal na význam důvěry pro prosperitu společnosti.

## Příbuzné slovo
O věcech, které se daří a rozvíjejí, se říká, že prosperují.
| „                   | Prosperita je prubířský kámen ctnosti; je totiž snazší snášet nezdar než se nenechat zkorumpovat úspěchem. | “ |
| — Cornelius Tacitus | |   |